# Ванцежув
Ванцежув (пол. Wancerzów) — село в Польщі, у гміні Мстув Ченстоховського повіту Сілезького воєводства.
Населення — 711 осіб (2011).
У 1975-1998 роках село належало до Ченстоховського воєводства.

## Демографія
Демографічна структура станом на 31 березня 2011 року:
|          | Загалом | Допрацездатний вік | Працездатний вік | Постпрацездатний вік |
| -------- | ------- | ------------------ | ---------------- | -------------------- |
| Чоловіки | 359     | 69                 | 255              | 35                   |
| Жінки    | 352     | 73                 | 215              | 64                   |
| Разом    | 711     | 142                | 470              | 99                   |